# Zaur Kabaloev
Zaur Ermakovič Kabaloev (in russo Заур Ермакович Кабалоев?; Ozrek, 2 giugno 1992) è un lottatore russo naturalizzato italiano, specializzato nella lotta greco-romana.

## Biografia
Ha gareggiato per la nazionale russa fino al 2019, vincendo l'oro ai Giochi europei di Minsk 2019 ed il bronzo ai campionati europei dei Kaspijsk 2018. Dal 2021 compete per la nazionale italiana.
Ha esordito con la nazionale italiana il 4 marzo 2021 alle Ranking Series di Ostia 2021, perdendo contro Mohamed Elsayed.

## Palmarès

### Per la Russia
- Giochi europei

Minsk 2019: oro nei -67 kg.
- Campionati europei

Kaspijsk 2018: bronzo nei -63 kg.